# Sygedagpenge
Sygedagpenge udbetales til personer, der er uarbejdsdygtige i en vis grad på grund af sygdom, dette bliver betalt af arbejdsgiver eller kommunale/nationale myndighed, det er dog ikke givet, at dette er en ret i alle lande, da der er mange arbejdsmarkedsmodeller end blot den danske model.

## Danmark
I Danmark har Lønmodtagere og ledige med ret til dagpenge og selvstændige erhvervsdrivende ret til sygedagpenge. Sygedagpenge udbetales til personer, der er uarbejdsdygtige, og når uarbejdsdygtigheden skyldes sygdom. Sygemeldte kan modtage sygedagpenge i et år. I visse tilfælde er det muligt at forlænge perioden i et eller to år. Man kan modtage sygedagpenge, hvis man er uarbejdsdygtig, og når uarbejdsdygtigheden skyldes egen sygdom. Ens arbejdsgiver og kommune kan kræve, at man skal dokumenterer ens sygdom, blandt andet ved hjælp af en erklæring fra egen læge.
Sygedagpenge er en økonomisk kompensation for det bortfald af lønindkomst, der opstår ved sygefraværet. Det er således en betingelse for at få sygedagpenge, at man har tilknytning til arbejdsmarkedet. Det er kommunen, der træffer afgørelse, om man har ret til sygedagpenge.
For at få sygedagpenge skal man som hovedregel:
- Bo i Danmark
- Betale skat af sin indtægt i Danmark
- Opfylde et nærmere fastsat krav om beskæftigelse.

Sygedagpengene udgjorde i 2022 højest 4.465 kr. pr. uge (120,68 kr. pr. time).

### Reform af sygedagpengene i 2013
Den 7. februar 2013 præsenterede beskæftigelsesminister Mette Frederiksen regeringens forslag til en ny model for sygedagpenge. Den 11. juni 2014 vedtog Folketinget at indfase sygedagpengereformen i to tempi. Første del af den nye lovgivning trådte i kraft 1. juli 2014 og sidste del 5. januar 2015. Et grundelement i loven er, at alle, der er sygemeldt i mere end 8 uger, fremover skal have adgang til en hurtigere opfølgning i kommunalt regi, samt revurderet deres sag inden 22 uger fra sygemeldingen. Efter seks måneder kan den sygemeldte i stedet for dagpenge blive overført til at modtage en lavere ydelse på niveau med kontanthjælp.
Regeringens forslag indebærer blandt andet, at sygemeldte med livstruende sygdommme, fremover skal have ubegrænset adgang til sygedagpenge, mens de er syge. Det drejer sig om i alt 11 livstruende sygdommme: kræft (eksklusive hudkræft og forstadier til kræft), blodprop i hjertet med efterfølgende nedsat hjertefunktion, hjertestop med efterfølgende hjerneskade, sværere hjertesvigt, ventetid i forbindelse med invasiv behandling som fx hjerteindgreb; hjerneblødning/blodprop i hjernen, Amyotrofisk lateral sklerose (ALS), aids i udbrud, større organstransplantationer, svær psykose samt komplicerede ulykkestilfælde med behov for genoptræning.
Både Gigtforeningen og Scleroseforeningen har kritiseret den nye sygedagpengemodel.

## England
i England hedder arbejdsgiver sygedagepenge, SSP (Statutory Sick Pay) og nationale sygedagepenge hedder ESA (Employment and Support Allowance)